# Pierre Bernard (Musiker)
Pierre Bernard (* 1959 in Léopoldville) ist ein belgischer Jazzmusiker (Flötist), der sowohl im Bereich des Modern Jazz als auch der klassischen Musik hervorgetreten ist.

## Leben und Wirken
Bernard lernte als Jugendlicher zunächst Gitarre, bevor er zur Flöte wechselte. Unterricht hatte er an der Musikakademie Huy, ab 1978 besuchte er das Konservatorium in Lüttich, wo er Improvisation bei Garrett List und Kammermusik bei Jean-Pierre Peuvion studierte; daneben spielte er in der Lütticher Musikszene sowohl Jazz als auch klassische Musik. In den 1980er-Jahren war Bernard Mitglied des Collectif de Lion, im Quartett Streams (mit Fabrizio Cassol, Michel Massot, Vincent Jacquemin) und in der Formation Synonyme, außerdem im kammermusikalischen Ensemble Musique Nouvelle. Ab 1986 bildete er mit Jacques Piroton, Jean-Louis Rassinfosse und Jan De Haas ein Quartett. 1989 nahm er mi Mimi Verderame auf (Speed Limit).
Ab den 1990er-Jahren arbeitete Bernard u. a. in der Bigband von Fabrizio Cassol/Kris Defoort (Variations on A Love Supreme, 1995), Guillaume Orti, La Grande Formation von Garrett List (The Unbearably Light), Aka Moon (Invisible Sun), mit Erik Vermeulen Icarus Consort und dem Rêve D'Éléphant Orchestra (Racines du Ciel, 2001).
Im Laufe seiner Karriere spielte er ferner mit Steve Lacy, Dennis Luxion, Jean Linsman, Arnould Massart, Pierre Vaiana, Jacques Pelzer und Jean-Pol Schroeder. Im Bereich des Jazz war er von 1989 bis 2010 an 13 Aufnahmesessions beteiligt.

## Lexikalischer Eintrag
- Émile Henceval: Dictionnaire du jazz à Bruxelles et en Wallonie. Liège: Pierre Mardaga, 1991.